# Majkl Dudikov
Majkl Džozef Stiven Dudikov (engl. Michael Joseph Stephen Dudikoff; 8. oktobar 1954) američki je filmski glumac poznat po ulogama majstora borilačkih veština. Najpoznatiji je kao glavni glumac u brojnim akcionim filmovima iz osamdesetih godina dvadesetog veka, naročito po ulozi u serijalu Američki nindža. Takođe je glumio TV miniserijalu Kobra. Na početku karijere glumio je male uloge u filmovima poput Trona iz 1982. i Momačke večeri.

## Biografija
Dudikov je rođen u kao četvrti od petoro dece. Njegov otac je ruskog porekla i bio je vojno lice dok se nije venčao sa Dudikovom majkom, Frankokanađankom iz Kvebeka, koja je imala talenat i ljubav prema sviranju klavira.
Dudikov je završio Srednju školu „Vest Torans“ i studirao dečju psihologiju na koledžu Harbor. Počeo je da se bavi manekenstvom, a uporedo je radio i u rehabilitacionom centru. Školovanje je isplaćivao sam, radeći kao konobar.
Dok je radio, Dudikov je upoznao Maksa Evansa, modnog urednika časopisa Eskvajer, koji ga je predstavio kao manekena. Evans ga je pitao da učestvuje na fešn-šouu „Njuport Bič“, dok ga je majka ohrabrila da to i učini.
Nakon niza uspešnih revija Dudikov je uskoro počeo da predstavlja velike kuće poput Kalvina Klajna i Dži-kjua. Brzo je napredovao i često putovao.

## Spoljašnje veze
- Majk Dudikov na sajtu  (jezik: engleski)